# Витрувианский человек

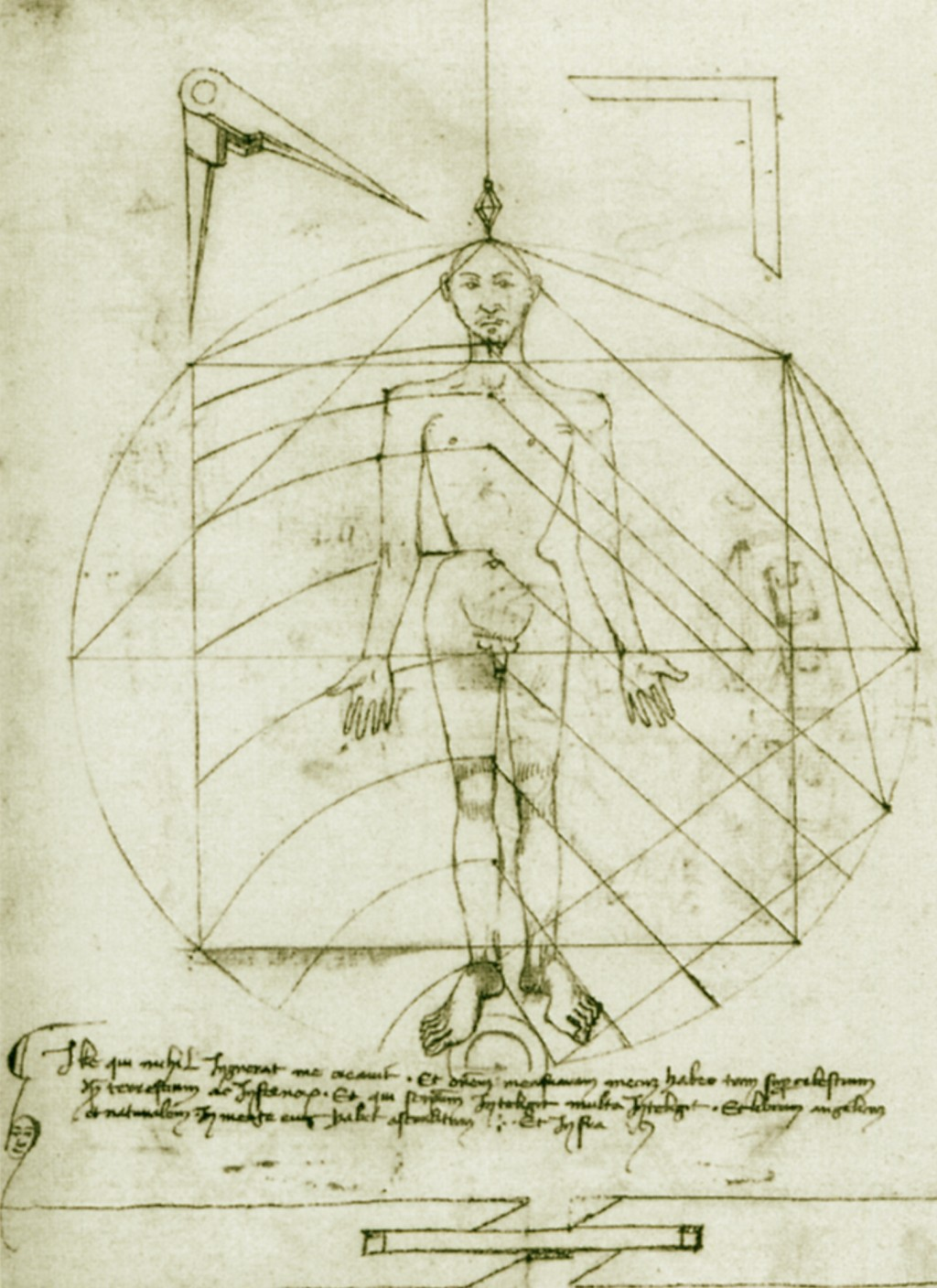
Витрувианский человек Такколы, 1440-е годы.

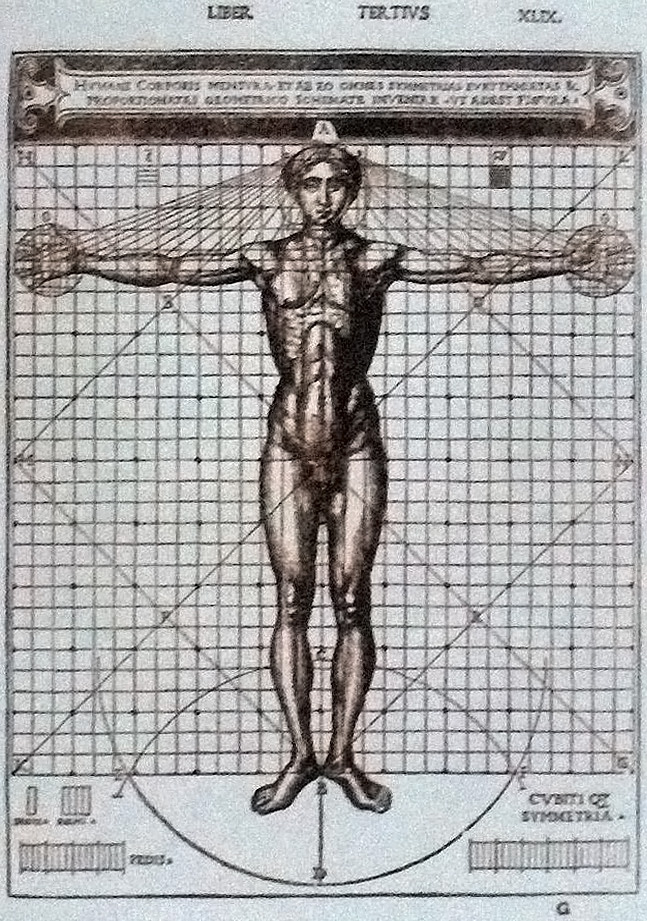
«Витрувианский человек». Иллюстрация из трактата Витрувия по рисунку Ч. Чезариано. 1521

«Витрувиа́нский человек» (лат. Homo vitruvianus; итал. L'uomo vitruviano; другие названия: лат. Homo quadratus — Квадратный человек, лат. Domus Aeternus — Вечный Дом) — рисунок выдающегося художника эпохи Высокого Возрождения Леонардо да Винчи, выполненный в 1492 году и изначально известный под названием «Пропорции тела человека согласно Витрувию» (Le proporzioni del corpo umano secondo Vitruvio). Рисунок, выполненный на бумаге пером и чернилами, изображает человека в двух наложенных друг на друга положениях с расставленными руками и ногами, вписанным одновременно в круг и квадрат. Он хранится в Кабинете рисунков и эстампов Галереи Академии в Венеции под номером 228. Размеры рисунка 34,3 × 24,5 сантиметра.

## История и семантика рисунка
Впервые опубликованный в репродукции в 1810 году, рисунок не получил известности до тех пор, пока его не стали воспроизводить в конце XIX века, и неясно, влиял ли он на художественную практику во времена Леонардо или позднее. Рисунок был приобретён Джузеппе Босси, который описал и привёл его в своей монографии о «Тайной вечере» Леонардо да Винчи: «Del cenacolo di Leonardo da Vinci» (1810). В следующем году он использовал отрывок из своей монографии, посвящённый «Витрувианскому человеку», и опубликовал его под названием «Мнения Леонардо да Винчи о симметрии тела человека» (Delle opinioni di Leonardo da Vinci intorno alla simmetria de' Corpi Umani, 1811) с посвящением своему другу Антонио Канове.
После смерти Босси в 1815 году «Витрувианский человек» был приобретён в 1822 году вместе с рядом его рисунков галереей Академии в Венеции и с тех пор находится в собрании музея.
Рисунок Леонардо да Винчи и сопровождающий его текст, написанный зеркально, справа налево, относится к теме пропорционального канона и связан с записками художника по теории пропорций древнеримского архитектора Витрувия (Книга III, Глава первая трактата «Десять книг об архитектуре»). Он находился в одном из так называемых дневников Леонардо. Однако структура рисунка не имеет непосредственного отношения к теории Витрувия о связи пропорций в архитектуре с размерами тела человека, а отражает иные представления Леонардо, которые он искал в собственной творческой практике. Поэтому «назначение и смысл, который придавал сам Леонардо этому рисунку, не вполне ясны». Современное название рисунка впервые было использовано в 1490-х годах и исследователи сомневаются в его правильности.
Единственное, что объединяет текст Витрувия и рисунок Леонардо да Винчи, это то, что рост «идеального человека» должен быть равен ширине его распростёртых рук. Такое отношение известно с глубокой древности, в частности, оно является одним из символов братства Дионисийских архитекторов, означающих гармонию Вселенной. Похожие рисунки часто встречаются в средневековых эзотерических трактатах, где их мог видеть Леонардо да Винчи. В средневековой теологии такие рисунки называли соответственно: Domus Aeternus (Вечный Дом). Свой рисунок Леонардо сделал в Милане, когда художник, сблизившись с математиком Лукой Пачоли, начал работу над трактатом «Божественная пропорция» (лат. Divina Proportione), отсюда другая датировка рисунка: 1496 год). Похожий рисунок Леонардо сделал с изображением обнажённой фигуры со спины. Основной текст и математические выкладки, а также издание книги, осуществил Л. Пачоли в Венеции в 1509 году. Поэтому существует версия, что и концептуальным автором «Витрувианского человека» мог быть математик Пачоли.
Похожих рисунков в истории искусства известно множество. Один из них был сделан Франческо ди Джорджо Мартини в 1480-х годах. На Леонардо, возможно, повлияли работы его друга Джакомо Андреа да Феррара, архитектора и комментатора Витрувия, с которым, по записям Леонардо и по свидетельствам Л. Пачоли, он встречался в Милане в 1490 году.
Ещё одно изображение «Витрувианского человека» (в двух вариантах) можно видеть в издании трактата Витрувия, предпринятого Чезаре Чезариано в 1521 году. Многие похожие рисунки в истории искусства, начиная с задачи Платона по удвоению площади квадрата, объединяют термином «Квадратные фигуры» и включают в комплекс антропометрических задач пропорционирования по «закону квадратов».

## Перевод текста рисунка Леонардо да Винчи
Текст состоит из двух частей, над и под изображением. Верхняя часть перефразирует текст Витрувия:
«Архитектор Ветрувио пишет в своем сочинении об архитектуре, что размеры человека в природе распределены следующим образом: ладонь — четыре пальца, ступня — четыре ладони, локоть — шесть ладоней, четыре локтя составляют человека, шаг четыре локтя, человек двадцать четыре ладони и эти измерения в его строениях. Если вы раздвинете ноги настолько, чтобы ваша голова была опущена на одну четырнадцатую часть вашего роста, и поднимете руки настолько, чтобы ваши вытянутые пальцы коснулись линии макушки, знайте, что центром вытянутых конечностей будет пупок, а пространство между ногами будет равносторонним треугольником».
Нижняя часть текста:
«Длина раскинутых рук равна росту человека; от линии роста волос до низа подбородка — одна десятая роста мужчины; снизу подбородка до макушки составляет одну восьмую роста человека; сверху от груди до макушки — одна шестая роста человека; от груди до линии роста волос составляет одну седьмую часть роста человека. Максимальная ширина плеч составляет четверть роста мужчины; от груди до макушки — четверть роста мужчины; расстояние от локтя до кончика кисти составляет четверть роста человека; расстояние от локтя до подмышки составляет одну восьмую роста мужчины; длина руки составляет одну десятую роста человека; корень полового члена находится на половине роста мужчины; ступня составляет одну седьмую часть роста человека; снизу ступни и ниже колена — четверть роста человека; от колена до основания полового члена — четверть роста мужчины; расстояния от подбородка до носа и бровей и линии роста волос равны ушам и одной трети лица».
Точки, определяющие эти пропорции, отмечены на рисунке линиями. Под рисунком одна линия, равная стороне квадрата, разделена на четыре локтя, из которых два внешних разделены на шесть ладоней каждая, две из которых имеют зеркально-текстовую аннотацию «palmi» (ладони); две крайние ладони разделены на четыре пальца каждая, каждая из которых имеет аннотацию «diti» (пальцы).

## Исследования и интерпретации
Исследование пропорциональных отношений человеческого тела в XV—XVI веках, которому уделяли внимание Леонардо да Винчи, Леон Баттиста Альберти, Альбрехт Дюрер, Лука Пачоли, Андреа Палладио и многие другие, продолжалось и в Новое время. В России этой проблемой занимались: Н. А. Львов, И. В. Жолтовский, О. И. Гурьев, И. П. Шмелёв. Однако единой системы выработано не было.
Как можно заметить, комбинация расположений рук и ног в рисунке Леонардо создаёт парную систему мер. Поза с разведёнными в стороны руками и сведёнными ногами оказывается вписанной в квадрат. С другой стороны, поза с раскинутыми в стороны и руками и ногами вписана в окружность. При этом основные отношения не меняются, хотя в одном случае центром окружности является пуповина фигуры человека, а в другом — центром квадрата — лобковое сращение таза. Такая двойственная мера отношений размеров мужской фигуры принята в антропометрии при работе и обучении архитекторов и дизайнеров в наше время. По схожей методике парных мер разрабатывал свою систему пропорционирования — Модулор знаменитый архитектор-модернист Ле Корбюзье.
Рисунок сам по себе часто используется как универсальный символ симметрии человеческого тела и Вселенной. В 2011 году ирландский аэрохудожник Джон Квигли изобразил на льдах Северного ледовитого океана гигантскую реплику знаменитого рисунка Леонардо да Винчи для того, чтобы привлечь внимание к проблемам экологического равновесия.